# Course à la direction du Bloc québécois de 2019
La course à la direction du Bloc québécois de 2019 se déroule entre le 14 décembre 2018 et le 17 janvier 2019, date à laquelle Yves-François Blanchet est élu chef du Bloc québécois et succède ainsi à Mario Beaulieu, qui occupe jusqu'alors la fonction à titre intérimaire depuis la démission de Martine Ouellet.

## Contexte
La course à la direction du Bloc québécois de 2019 est rendue nécessaire à la suite d'une crise au sein du Bloc québécois. Le 28 février 2018, sept députés du Bloc québécois (Rhéal Fortin, Monique Pauzé, Simon Marcil, Michel Boudrias, Luc Thériault, Gabriel Ste-Marie et Louis Plamondon) quittent le caucus du parti, devenant ainsi députés indépendants, sous le nom de Groupe parlementaire québécois, qui deviendra plus tard Québec debout. Le « groupe des sept » remettait le leadership de la cheffe du Bloc québécois Martine Ouellet en cause, dénonçant du coup le climat de travail, ainsi que le manque de consultation de leur cheffe envers le caucus des députés bloquistes. Le parti organise donc un vote de confiance sur le leadership de Martine Ouellet auprès des membres du parti les 1er, 2 et 3 juin 2018, Madame Ouellet n'obtenant que 32% des appuis des membres bloquistes. Elle démissionne officiellement de son poste le 11 juin 2018, un peu plus d'un an après son ascension comme cheffe. Le député de la Pointe-de-l'Île Mario Beaulieu assure la chefferie par intérim jusqu'à l'élection d'un nouveau chef. Entre temps, les députés Michel Boudrias et Simon Marcil sont revenus au Bloc québécois en juin 2018. Les cinq autres élus dissidents rejoignent à leur tour le Bloc québécois le 18 septembre 2018.
Les candidats peuvent s'annoncer jusqu'au 15 janvier 2019 et le nouveau chef doit être élu au plus tard le 24 février suivant, à l'occasion du congrès de « refondation » du parti.

## Chantier de «Refondation»

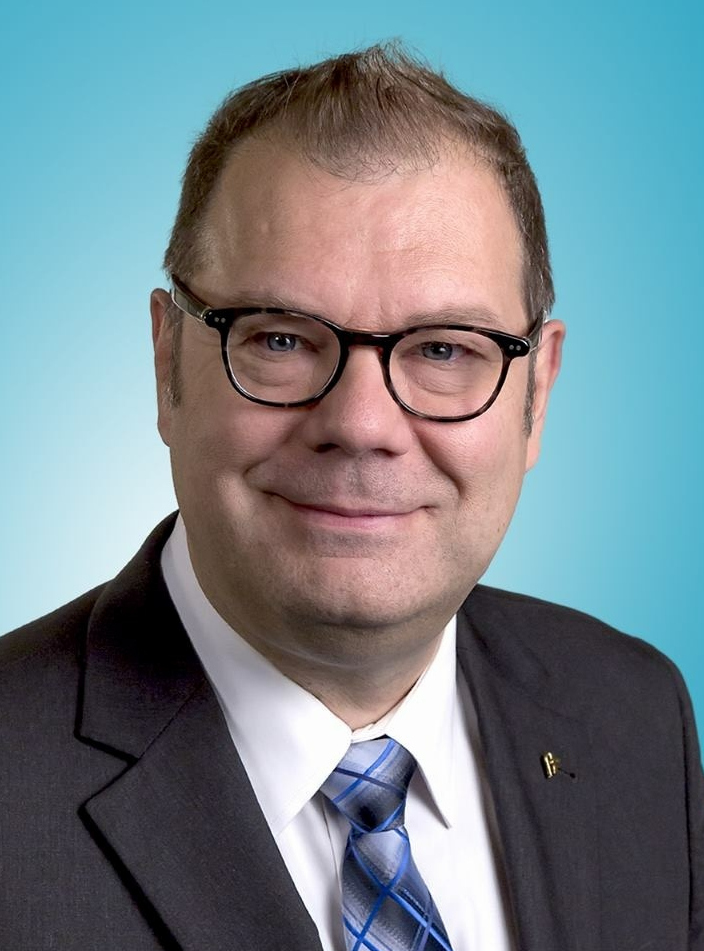
Mario Beaulieu, chef intérimaire du Bloc québécois de 2018 à 2019.

Au cœur de la crise, en avril 2018, le Forum jeunesse du Bloc québécois propose une refondation, soit une grande consultation des membres afin de déterminer les actions et les orientations que doit prendre le Bloc québécois pour l'avenir. Le projet obtient l'aval des militants bloquistes le 18 août 2018 et des assemblées dans chaque régions sont organisées. Le chantier est lancé lors d'une conférence de presse le 5 novembre 2018 par le chef intérimaire Mario Beaulieu, la présidente du Forum jeunesse du Bloc québécois Camille Goyette-Gingras et d'autres élus.

## Candidats

### Candidats confirmés
- Yves-François Blanchet, chroniqueur politique à la télévision de Radio-Canada et pour le Groupe Capitales médias. Il a également été ministre de l'environnement et du développement durable sous le gouvernement Pauline Marois entre 2012 et 2014, puis député à l'Assemblée nationale du Québec de 2008 à 2014. Il annonce sa candidature lors d'une conférence de presse à la Chambre des communes le 26 novembre 2018[9].

### Candidat potentiel
- Christian Hébert, candidat défait pour le Parti québécois dans Portneuf en octobre 2018 et l'agriculteur, il a annoncé publiquement le 12 novembre 2018 vouloir se lancer dans la course à la succession de Martine Ouellet[10].
- Michel Boudrias, député de Terrebonne depuis le 19 octobre 2015[11].
- Jean-Jacques Nantel déposa sa candidature, mais ne répondais pas à toutes les conditions du parti[12].

### Candidats potentiels ayant refusé
- Jean-François Lisée, chef du Parti québécois de 2016 à 2018 et député de Rosemont de 2012 à 2018[13]. L'ancien ministre des relations internationales sous le gouvernement Marois a démenti sur Twitter vouloir se lancer à la chefferie du parti souverainiste sur la scène fédérale, à la suite d'un article de TVA nouvelles le plaçant dans une liste de potentiels successeurs à Martine Ouellet.
- Jean-Martin Aussant, fondateur de l'ancien parti Option nationale et député de Nicolet-Yamaska de 2008 à 2012. Défait lors des élections d'octobre 2018 dans la circonscription de Pointe-aux-Trembles sous la bannière du Parti québécois, l'ex-député a nié la rumeur l'envoyant à la tête du Bloc québécois. Plusieurs observateurs le voient plutôt candidat à la succession de Jean-François Lisée, au Parti québécois, qui se cherche également un chef, à la suite de la démission de Jean-François Lisée en raison des résultats de l'élection québécoise de 2018[14].

## Position des députés bloquistes durant la course
Le caucus du Bloc québécois compte 10 députés et députées à la chambre des communes.

### Députés appuyant Yves-François Blanchet
- Rhéal Fortin, député de Rivière-du-Nord[15]
- Louis Plamondon, Député de Bécancour-Nicolet-Saurel[16]
- Monique Pauzé, députée de Repentigny[16]
- Mario Beaulieu, député de la Pointe-de-l'Île[16]
- Gabriel Ste-Marie, député de Joliette[16]
- Luc Thériault, député de Montcalm[17]
- Xavier Barsalou-Duval, député de Pierre-Boucher—Les Patriotes—Verchères[18]
- Marilène Gill, députée de Manicouagan[18]

## Résultat
L'ex-ministre de l'environnement du Québec, Yves-François Blanchet, devient le nouveau chef du Bloc québécois le 17 janvier 2019. Celui-ci étant la seule personne à avoir déposé une candidature conforme à la date butoir, il est considéré comme avoir été élu sans opposition.